# Chef
Chef是由Ruby與Erlang写成的配置管理软件，它以一种纯Ruby的领域专用语言（DSL）保存系统配置“烹飪法（recipes）”或“食譜（cookbooks）”。Chef由Opscode公司开发，并在Apache协议版本2.0下开源发布。
Chef可在主从式架构之下运行，亦可在名为“chef-solo”的整合配置之下运行。